# Прти Бее Гее
Прти Бее Гее је српска хип-хоп и фанк група из Београда. Основали су је Москри (који је био најстарији и сматрали су га вођом и идејним творцем), Еуфрат (Никола Јарневић) и Микри Маус (Никола Јелић) 2000. године.
До првог појављивања у јавности и на радију СКЦ-a дошло је захваљујући подршци групе Београдски синдикат. Прва песма, „Пајп“, пуштена је на радију СКЦ 2001. године, а убрзо су за „One Records“ снимили и свој први албум „Грејтест хитс“ (2002. године). Група је врло брзо постала популарна међу представницима старије хип-хоп генерације и у андерграунд реп круговима и широм региона због стихова пуних црног хумора и описа наркоманије(због чега је и њихов реп добио назив хероин-реп). Та синтагма (хероин-реп) појављује се и у песми Ер Макс (Air Max). Овакви експлицитни текстови су их, уз често помињање насиља, оружја и дроге, сврстали у српску варијанту гангстерског репа. Ово је изазвало критике о слављењу наркоманије и глорификације криминала.
Велики ударац за групу била је смрт Москрија (25. август 2005). Након Москријеве смрти, Микри Маус и Еуфрат су наставили да раде и 2006. године снимили су албум „Москри“ који је посвећен њиховом преминулом члану.
Трећи албум, под називом „Тачно у пре подне!!!“ снимају 2007. године.
Четврти албум, под називом „Без шечера“, издат је у октобру 2011. године.
Пети албум, под називом „Петарда“, издат је у мају 2016. године.
У јуну 2021. године крећу да воде хип хоп емисију "Емсиклопедија" које су и аутори,на радију Београд 202
Најпознатији концерти ове групе одржани су у СКЦ децембра 2003. када су били предгрупа Бед Копију и наступ на Егзиту 2005. године када наступају са значајним бројем београдских репера на сцени „Брејн векејшон“.
Учествовали су у пројекту 43зла заједно са Тимбетом, Ајс Нигрутином и Бваном.

## О именима
Име за групу нису узели од „посрбљене“ варијанте изговора енглеске речи pretty, већ је везано за догађај у вези са Москријем када је био у Црној Гори, где је био на одслужењу војног рока, и једном приликом је реповао свом класићу своју верзију Рамбове песме „Смрт попа Мила Јововића“, након чега му је овај одговорио „Ајде, прти бе-ге!“ што је у локалном сленгу требало да значи „Ајде, бежи (пали) Београђанине (бе-ге — БГ, скраћеница за Београд)“.
Надимци Москрија и Микри Мауса су настали из шатровачког. Надимак Москри је Бобић узео од шатровачког „кримос“. Јелића су у комшилуку већ звали „миш“ (транскрибовано с енглеског „маус“ [енг. mouse]), па је само прилагодио у крими миша односно Микри Маус. Еуфрат је настао као фора, кад је неко у њиховом друштву рекао: Види га овај Еуфрат.

## О Москрију
Генерација одрастала 90-их у Београду добила је своју прву икону. Давор Бобић, познатији као Мос-Кри, спиритус мовенс београдске хип-хоп сцене, преминуо је 25. августа 2005. године у раним јутарњим часовима у Београду.
Фронтмен групе Прти Бее Гее Мос-Кри остаће упамћен као један од најхаризматичнијих лиричара новог реп таласа који се обликовао 90-их, а испливао на површину у последњих пар година. И поред медијски експониранијих састава као што су Београдски Синдикат, V.I.P. и њихових деби албума који су дефинисали сцену, многи ће живот у Србији с краја 20. века заувек радије везивати за брутално искрене фаталистичке риме и јединствену појаву особе која се крила иза псеудонима Мос-Кри.
Непорециво најталентованији аутор и текстописац у групи, Мос-Кри никада није доминирао Прти Бее Гее нумерама. Његове кратке, мрзовољне деонице, углавном уметнуте негде између, код фанова су посебно вредноване и дочекиване као кулминација болног Прти хумора, моменат који се нестрпљиво ишчекује кроз читаву песму.
Репутација Прти Бее Гее репера као антихероја српске хип-хоп сцене проширила се престоницом након што се Радио СКЦ први усудио да емитује психоделични демо снимак Пајп, који је убрзо постао ундергроунд феномен.
Окарактерисани као хероин-рап, Прти Бее Гее су брзо привукли пажњу старијих хип-хопера аутентичношћу својих текстова и бескомпромисношћу музичке подлоге, и млађих слушалаца са имиџом забрањене музике која се не пушта у присуству старијих укућана.
Убрзо након тога, креће и контроверза у оквиру хип-хоп заједнице око тога да ли је с Пртијевцима рап коначно отишао предалеко. Оправдано се поставило питање да ли Прти Бее Гее својим описима џанки свакодневице глорификују наркоманију. И док се музичка јавност питала како се суочити с бруталношћу садржине њиховог албума Грејтест хитс, већина транзиционе омладине препознала је искривљени смисао за хумор, речник и дух који се из ноћи у ноћ провлачи кроз прљаве београдске хаусторе, и оберучке је пригрлила овај деби.

## Дискографија
- Грејтест хитс (2002)
- Москри 77-05 (2006)
- Тачно у пре подне (2007)
- Без шечера (2011)
- Петарда (2016)
- Пет+1 (2021)